# Alistair Carmichael

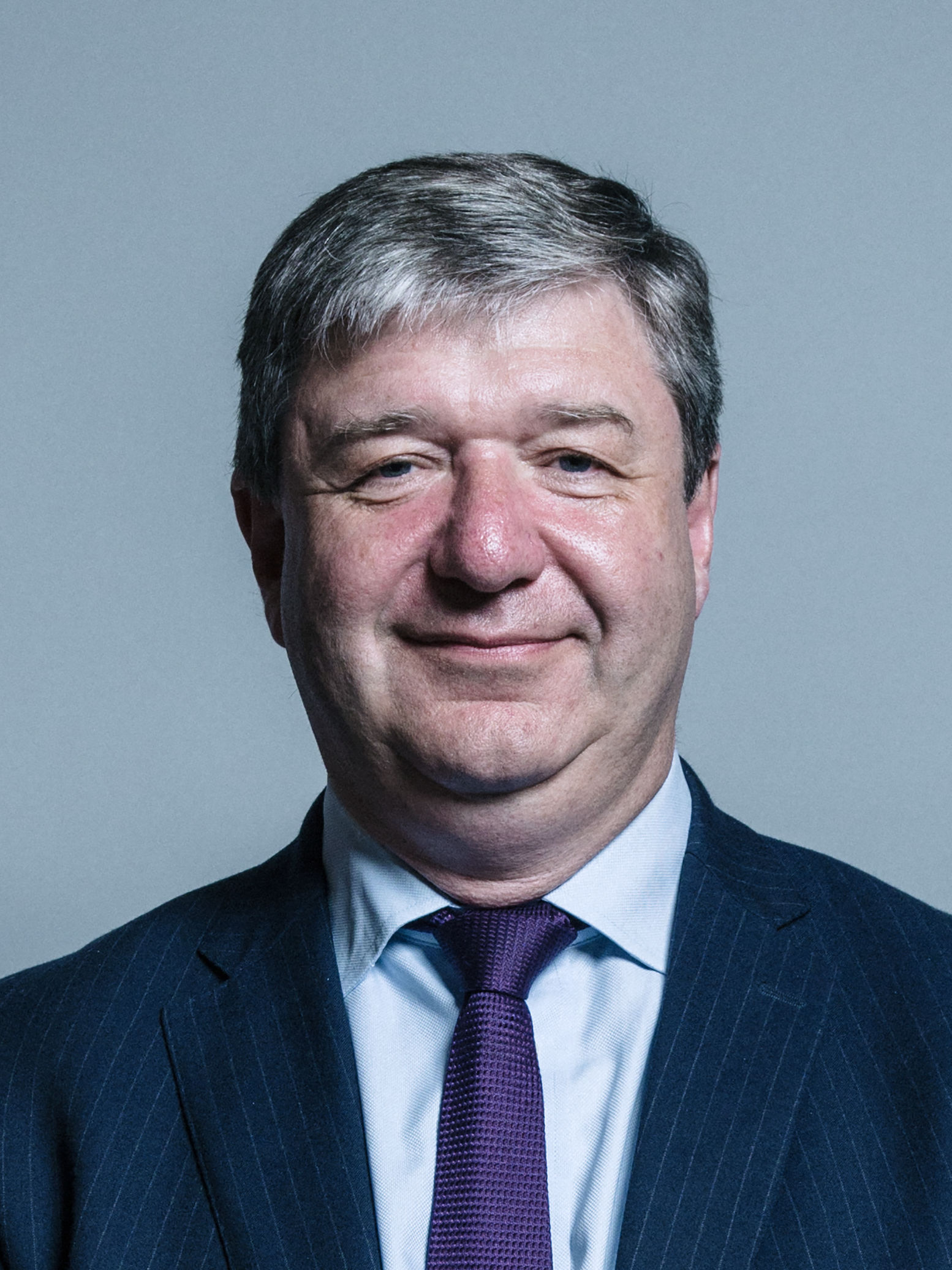
Alistair Carmichael

Alistair Carmichael (* 15. Juli 1965 auf Islay, Schottland) ist ein schottischer Politiker der Liberal Democrats.

## Leben
Carmichael wurde 1965 auf der Hebrideninsel Islay in eine Familie von Landwirten geboren. Er wuchs auf der Insel auf und besuchte die Grundschule von Port Ellen sowie die Islay High School. Anschließend nahm er eine Anstellung als Koch an und leitete später ein Hotel. Carmichael schrieb sich an der Universität Aberdeen ein und erwarb dort 1992 einen Jura-Abschluss. Zwischen 1993 und 1996 war er als Procurator Fiscal, ein Staatsanwalt mit speziellem Aufgabengebiet in Schottland, an den Standorten Edinburgh und Aberdeen tätig. Anschließend arbeitete Carmichael bis 2001 als Solicitor in Aberdeenshire. 1987 heiratete Carmichael und lebt mit seiner Frau und zwei gemeinsamen Kinder auf den Orkneyinseln.

## Politischer Werdegang
Erstmals trat Carmichael bei den Unterhauswahlen 1987 auf politischer Ebene in Erscheinung, als er für die Vorläuferorganisation der Liberal Democrats im Wahlkreis Paisley South antrat. Obschon er mit 14,1 % den zweitgrößten Stimmenanteil für sich verbuchen konnte, unterlag Carmichael dem Labour-Kandidaten Norman Buchan deutlich.
Bei den Unterhauswahlen 2001 kandidierte Carmichael für die Liberaldemokraten im Wahlkreis Orkney and Shetland. Er trat dabei die Nachfolge von Jim Wallace an, der bei den schottischen Parlamentswahlen 1999 das Mandat des Wahlkreises Orkney errang und in das neugeschaffene schottische Parlament einzog. Trotz Stimmverlusten gewann Carmichael das Mandat mit einem Stimmenanteil von 41,3 % ungefährdet und erhielt einen Sitz im britischen Unterhaus. Bei den folgenden Wahlen 2005 hielt er sein Mandat und war im Schattenkabinett der Liberal Democrats zwischen 2006 und 2007 als Verkehrsminister, dann bis 2010 als Nordirlandminister vorgesehen. Im Juli 2007 wurde Carmichael außerdem zum Parteisprecher der Liberaldemokraten von Schottland und Nordirland ernannt.
Carmichael verteidigte sein Mandat für Orkney and Shetland bei den Unterhauswahlen 2010. In der regierenden konservativ-liberaldemokratischen Koalition wurde er als stellvertretender Whip der Fraktion installiert. Außerdem bekleidete er bis 2013 das Amt des Comptrollers of the Household. Beide Positionen gab Carmichael auf, als er 2013 als Schottlandminister eingesetzt wurde. Seit 2012 ist er außerdem stellvertretender Parteichef der schottischen Liberaldemokraten. Bei den Unterhauswahlen 2015 und 2017 verteidigte Carmichael sein Mandat.